# Quartes (plaats)
Quartes is een dorp in de Belgische provincie Henegouwen, en een deelgemeente van de Waalse stad Doornik. Quartes was een zelfstandige gemeente, tot die bij de gemeentelijke herindeling van 1977 toegevoegd werd aan de gemeente Doornik.

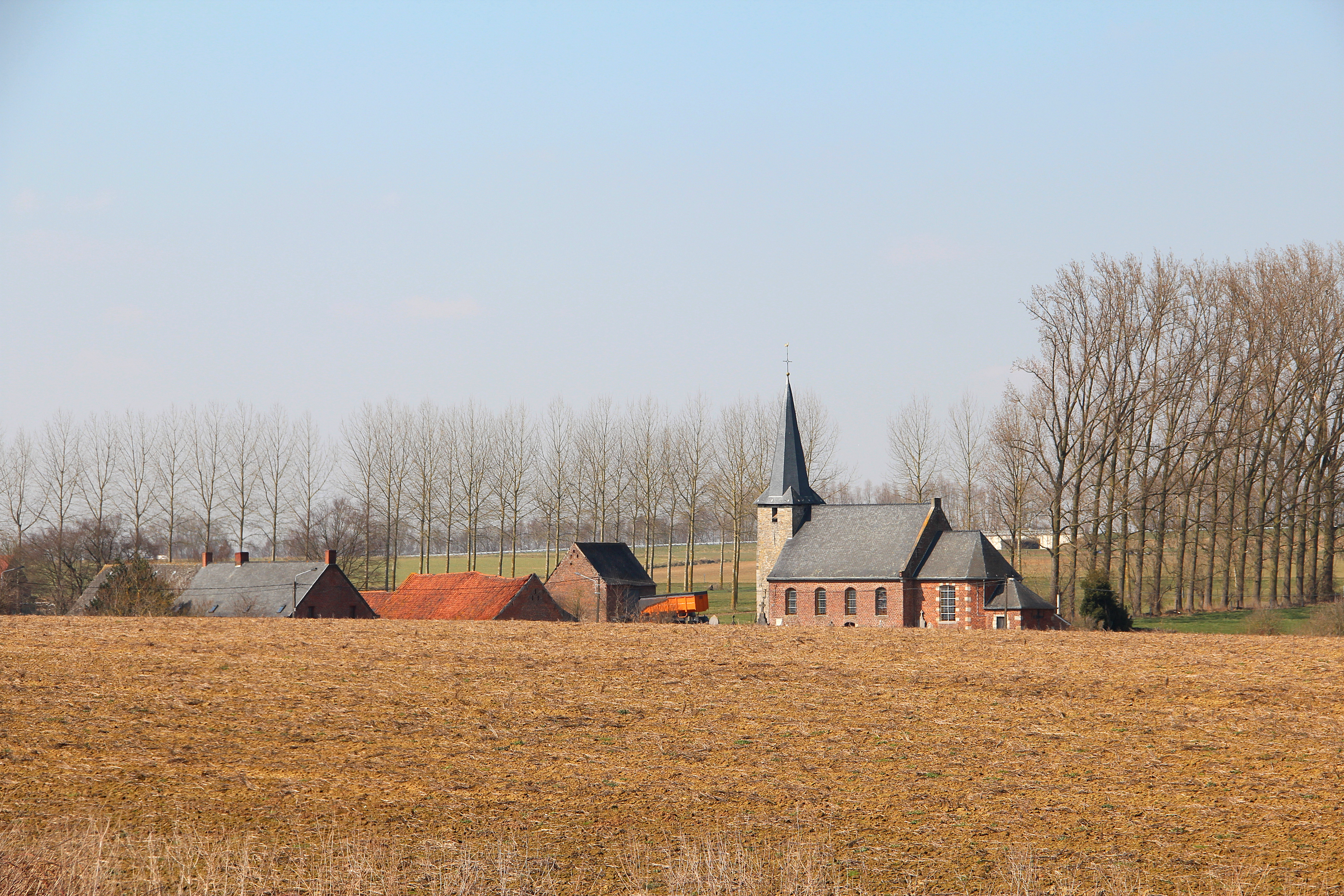
Zicht op Quartes

## Bezienswaardigheden
- De Sint-Martinuskerk (Église Saint-Martin) is een classicistisch kerkgebouw met een toren van 1737 en een bakstenen schip van 1754.

## Natuur en landschap
Quartes ligt aan de Petite Rhosnes op De hoogte bedraagt 39-47 meter.

## Demografische ontwikkeling
- Bronnen:NIS, Opm:1831 tot en met 1970=volkstellingen

## Verkeer en vervoer
Door het noorden van Quartes loopt de autosnelweg A8/E429.
Door Quartes loopt de N529 (Chaussée de Frasnes), de steenweg van Doornik naar Frasnes.

## Nabijgelegen kernen
Popuelles, Montrœul-au-Bois, Maulde, Thimougies, Melles